# Asociación Española de Unihockey Floorball
La Asociación Española de Unihockey-Floorball (AEUF) es el organismo responsable de la gestión y promoción del floorball en España. Fundada en 1998, sus objetivos principales incluyen el desarrollo del deporte, la coordinación de competiciones nacionales, la gestión de las selecciones españolas y la representación de España en eventos internacionales.

## Afiliaciones y funciones
La Asociación Española de Unihockey-Floorball (AEUF) fue fundada en 1998 con el objetivo de estructurar el floorball como deporte organizado en España. Está inscrita en el Consejo Superior de Deportes (CSD) bajo el número 4 en la sección 5 del Registro de Asociaciones Deportivas, y figura en el Ministerio del Interior con el número de registro 164424, sección 1, grupo 1.
Desde 2001, la AEUF es miembro permanente de la Federación Internacional de Floorball (IFF), organismo reconocido por el Comité Olímpico Internacional (COI). La IFF forma parte de Asociación de Federaciones Internacionales (ARISF) y de la Agencia Mundial Antidopaje (WADA).
Durante la pandemia de COVID-19, las competiciones organizadas por la AEUF se suspendieron temporalmente en 2020, retomándose en 2021 bajo las directrices sanitarias vigentes.

## Organización
La estructura organizativa de la Asociación Española de Unihockey-Floorball (AEUF) incluye una Junta Directiva y diversas áreas operativas. La Junta está compuesta por un presidente, un vicepresidente, un secretario general, un tesorero y un vocal. Estos cargos son desempeñados de forma voluntaria y están encargados de ejecutar las decisiones de la Asamblea General.
Las áreas operativas reportan a la Junta Directiva a través del secretario general, y abarcan los siguientes ámbitos:
- Competiciones
- Coordinación de selecciones
- Patrocinio y eventos
- Desarrollo de programas

Además, la AEUF cuenta con comités específicos para la gestión de funciones concretas, entre ellos:
- Comité de Árbitros
- Comité de Ética
- Comité de Conflictos

## Competiciones
La Asociación Española de Unihockey-Floorball (AEUF) organiza ligas nacionales en distintas categorías, promoviendo valores como el juego limpio y fomentando el desarrollo seguro y sostenible del floorball en España.
El fin de temporada culmina con la Superfinal, un evento en el que se define el campeón de cada división.
Entre los clubes más laureados en competiciones oficiales se encuentran:
| Club                    | Total de títulos | Cadete | Femenino | Masculino | Comunidad Autónoma |
| ----------------------- | ---------------- | ------ | -------- | --------- | ------------------ |
| CUF Leganés             | 26               | 3      | 8        | 15        | Madrid             |
| CDE El Valle            | 12               | 3      | 6        | 3         | Madrid             |
| UHK Madrid              | 6                | 1      | 2        | 3         | Madrid             |
| Floorball Escorial      | 5                | 4      | 0        | 1         | Madrid             |
| Lena Floorball          | 2                | 2      | 0        | 0         | Asturias           |
| CUF Las Rozas           | 2                | 2      | 0        | 0         | Madrid             |
| Kler-Cumbre Leganés     | 1                | 0      | 0        | 1         | Madrid             |
| Colegio Sueco de Málaga | 1                | 0      | 0        | 1         | Andalucía          |
| Gladiator               | 1                | 0      | 1        | 0         | Madrid             |
| CUF Fuengirola          | 1                | 0      | 1        | 0         | Andalucía          |
| Marbella Floorball      | 1                | 1      | 0        | 0         | Andalucía          |

## Selecciones nacionales
La Asociación Española de Unihockey-Floorball (AEUF) coordina las actividades de las selecciones nacionales de España en competiciones internacionales organizadas por la Federación Internacional de Floorball (IFF). Las categorías actualmente activas son:
- Selección masculina Sub-19
- Selección femenina absoluta
- Selección masculina absoluta
- Selección masculina absoluta 3v3

La selección femenina absoluta ha participado en torneos internacionales como el Europower Floorball Challenge En enero de 2025, el equipo femenino viajó a Valmiera (Letonia) para disputar el clasificatorio europeo al Mundial Femenino de Floorball 2025, compitiendo por una de las tres plazas disponibles para el campeonato en Brno (República Checa).
La selección masculina absoluta también ha participado en el Europower Floorball Challenge En abril de 2025, comenzó una nueva etapa de preparación con vistas al clasificatorio para el Mundial de Floorball 2026.
España ha participado en todos los Campeonatos Mundiales de Floorball en formato 3v3, el más reciente celebrado en Winterthur (Suiza) Además, España ha sido seleccionada como sede oficial del Mundial 3v3 de 2026, que se celebrará en junio en San Lorenzo de El Escorial, marcando un hito histórico para el desarrollo del floorball en el país.
En septiembre de 2024, la selección española Sub-19 logró clasificarse para el Mundial U19 de Floorball 2025 en Zúrich (Suiza), tras una destacada actuación en el torneo clasificatorio celebrado en Polonia. España venció a Bélgica, Francia y Polonia, y empató con Estonia, logrando así el pase directo al campeonato mundial. Este logro representó “un reto sin precedente” para el floorball español, destacando el crecimiento del deporte y el compromiso de los jóvenes jugadores. 